# Біг-Бен

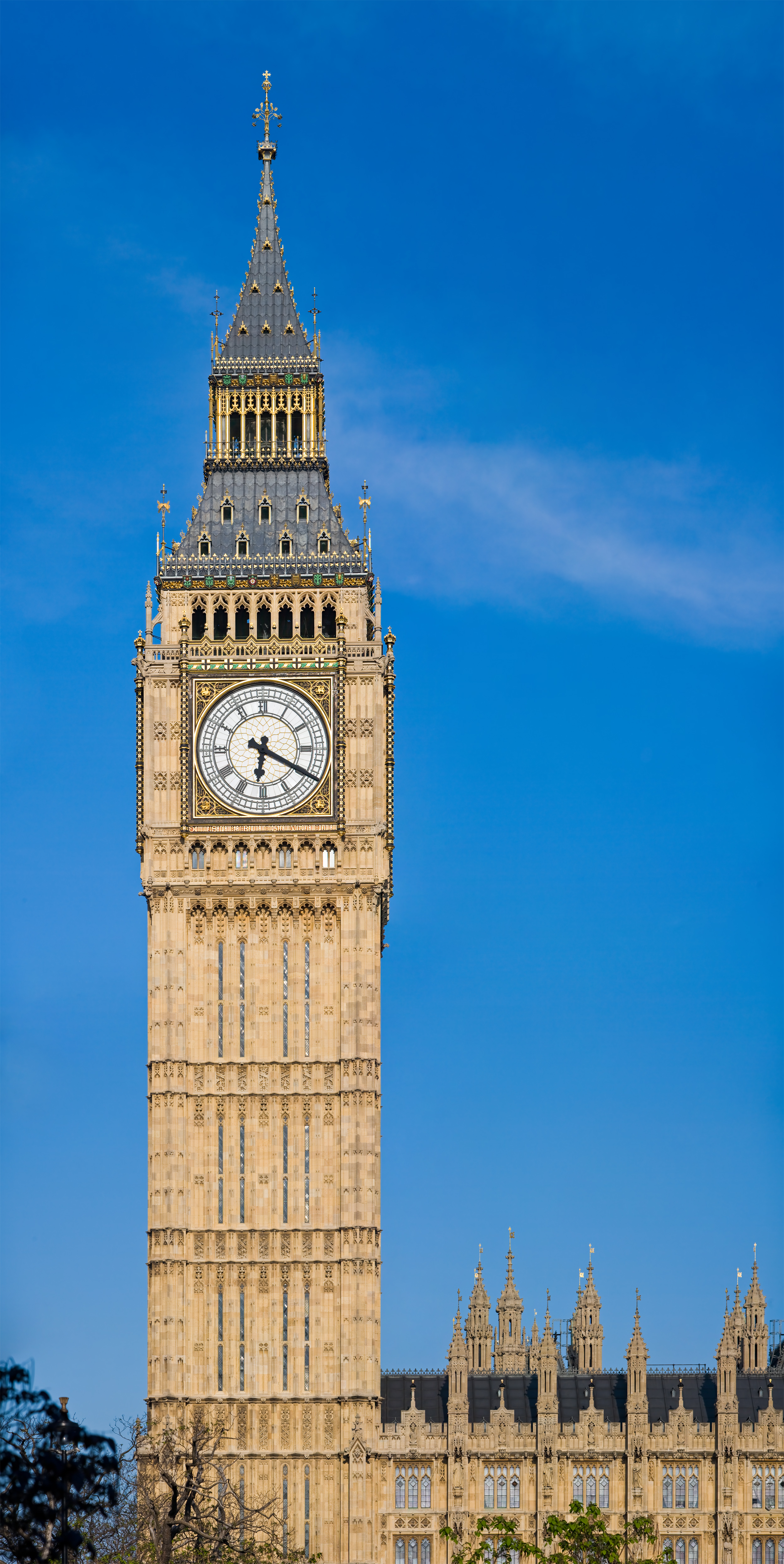

Біг-Бе́н або Біґ-Бе́н (англ. Big Ben) — популярна туристична назва годинникової вежі Вестмінстерського палацу. Офіційна назва вежі з 2012 року — Вежа Елізабет (англ. Elizabeth Tower).

## Історія
Спочатку «Біг-Бен» було назвою найбільшого з п'яти дзвонів, проте часто цю назву помилково відносили і до годинника і до самої годинникової вежі в цілому.
На момент виливки Біг-Бен був найбільшим і найважчим (13,7 тонни) дзвоном Сполученого Королівства. У 1881 році поступився першістю дзвону Великий Пол (17 тонн).

## Опис
Вежа збудована у 1858 р., відкрита у травні 1859 р. Висота вежі 96,3 м; годинник розташований на висоті 55 м над землею. Діаметр циферблату 7 м. Знаменитий годинник башти був запущений 31 травня 1859 р., а 11 липня — вперше «заговорив» Великий дзвін башти. Вага Великого дзвону — 13,8 т, висота — понад два метри, а діаметр становить три метри.
Циферблати годинника дивляться на усі чотири сторони світу; виконані вони з бірмінгемського опалу, годинникові стрілки відлили з чавуну, а хвилинні зроблені з міді.
Підраховано, що хвилинні стрілки за рік проходять загальну відстань в 190 кілометрів.
У основі кожного з чотирьох циферблатів розташовується латинський напис «Domine salvam fac Reginam nostram Victoriam Primam» («Боже, бережи нашу королеву Вікторію I»). По периметру башти справа і зліва від годинника накреслена ще одна фраза на латині: «Laus Deo» («Хвала Господу» або «Слава Богу»).
Годинниковий механізм сповіщає дзвоном малих дзвонів про проходження кожної чверті години, а на початку кожної години звучить Великий дзвін. Перший удар молота об Біг Бен абсолютно точно збігається з першою секундою години, що починається.
У своєму передзвоні Біг Бен і інші дзвони невеликого розміру відбивають слова «Крізь цю годину Господь зберігає мене, і сила його не дасть нікому оступитися».
Раз на два дні годинниковий механізм ретельно перевіряється і змащується, причому обов'язково враховується атмосферний тиск і температура повітря. Похибка годинника на вежі Англійського парламенту складає не більше двох секунд. Щоб виправити цю ситуацію, використовують старий англійський пенні (випущений до реформи британської грошової системи 1971 р.), який кладуть на маятник, унаслідок чого він прискорюється на 2,5 секунди за добу. Так за допомогою пенні, який то додають, то прибирають, добиваються абсолютної точності ходу годинника.
Через діаметр циферблата у 7 метрів і довжину стрілок у 2,7 і 4,2 м годинник протягом довгого часу вважався найбільшим у світі. Завдяки Британській телерадіомовній корпорації Бі-Бі-Сі, бій курантів Біг Бена став у XX столітті візитною карткою Лондона.
Вперше, по радіо, дзвін Біг-Бена був переданий в ефір при зустрічі 1924 року. Ця традиція зберігається дотепер.
Великий дзвін не дзвонив під час похорону сера Вінстона Черчілля 30 січня 1965 р., а також під час похорону Маргарет Тетчер 17 квітня 2013 року.
Кожного року 11 листопада об 11:00 куранти дзвонять в пам'ять про закінчення Першої світової війни і всіх постраждалих від військових дій.
У 2017 році на Біг Бені почалися реставраційні роботи, які мають завершитися у 2022 році.
У самому Лондоні з'явилася безліч «Маленьких Бенів» — зменшених копій башти Святого Стефана з годинником на вершині. Такі вежі — щось середнє між архітектурною спорудою і підлоговим годинником віталень — стали зводити майже на всіх перехрестях британської столиці. Найвідоміший «Маленький Бен» стоїть біля залізничного вокзалу Вікторії.
Незважаючи на точність і надійність годинника, іноді у роботі Біг Бена відбуваються збої. У 1962 р. годинник зупинився від рясного снігопаду в новорічну ніч. А в кінці травня 2005 р. двічі за вечір завмирала годинникова стрілка курантів. Фахівцям знадобилося близько півтори години для усунення раптової неполадки. Основною версією поломки називали 32-градусну спеку, що стояла того дня у Лондоні.
У 2008 р. Біг Бен за результатами загальнонаціонального опитування був оголошений найпопулярнішою визначною пам'яткою Великої Британії.

## Назва
Офіційна назва годинникової вежі — «Вежа Єлизавети», цю назву було надано будівлі у вересні 2012 року на честь 60-річного ювілею правління королеви Єлизавети II. До цього моменту офіційною назвою була «годинникова башта Вестмінстерського палацу». Спочатку вежа іменувалася вежею святого Стефана, потім Вестмінстерською вежею або Годинниковою вежею.
Ім'я «Біг Бен» вона отримала від назви Великого дзвону годинника, який сам зазнав декілька перейменувань. Спочатку він називався «Королівська Вікторія», потім просто «Вікторія», а пізніше отримав ім'я «Бен» з подальшим додаванням слова «великий». Остаточним своєю назвою Великий дзвін зобов'язаний, імовірно, розпорядникові робіт зі зведення нової будівлі Вестмінстерського палацу серу Бенджаміну Холлу. Через значні розміри Холла прозвали Великим Беном. Але існує також припущення, що Біг Беном дзвін і Годинникова вежа стали іменуватися завдяки дуже популярному у той час в Лондоні боксерові Бену Канту, що також відрізнявся вражаючими габаритами.

## Цікавий факт
Щоб подивитися на годинник Біг-Бена зблизька, чи просто відвідати вежу Єлизавети, треба обов'язково мати британське громадянство. Але навіть тоді екскурсія має бути спонсорована членом британського Парламенту.